# Cyclosternum viridimonte
Cyclosternum viridimonte là một loài nhện trong họ Theraphosidae.
Loài này thuộc chi Cyclosternum. Cyclosternum viridimonte được Carlos E. Valerio miêu tả năm 1982.